# Семья Буффало
Семья Буффало (англ. Buffalo family, также известная как семья Магаддино (англ. Magaddino family), семья штата Нью-Йорк (англ. New York State family), семья Тодаро (англ. Todaro family) и «Рука» (англ. The Arm)) — италоамериканская семья мафии из Буффало (штат Нью-Йорк, США). Семья действует на всей территории Западного Нью-Йорка, Канады и Эри (Пенсильвания).

## История
Семья Буффало была создана в 1910-е годы Анджело Палмери (итал. Angelo Palmeri; 1878—1932) по прозвищу «Буффало Билл», уроженцем сицилийского городка Кастелламмаре-дель-Гольфо. В регионе Буффало-Ниагара-Фолс Палмери обосновался не позже 1908 года. В 1912 году он ушёл в отставку, став консультантом при новом боссе семьи. После отставки Палмери, семью возглавил Джузеппе Пьетро Дикарло (итал. Giuseppe Pietro DiCarlo; 1873—1922) по прозвищу «Дон Пьетро», также уроженец Сицилии. Действуя более агрессивно чем прежний босс, Дикарло смог взять под контроль семьи итальянские кварталы и профсоюз докеров. В 1922 году Дикарло скончался от сердечного приступа и семью возглавил Стефано Магаддино (1891—1974) по прозвищу «Гробовщик», который как и большинство членов группировки был уроженцем Кастелламмаре-дель-Гольфо.
Как и другие мафиозные семьи семья Буффало пережила расцвет и добилась огромного влияния в эпоху «сухого закона», занявшись бутлегерством. В 1931 году босс семьи Магаддино стал одним из первых членов Комиссии, руководящего органа американской мафии. После отмены «сухого закона» семья Буффало не осталась без денег. На протяжении десятилетий она зарабатывала деньги на букмекерстве, проституции, ростовщичестве, нелегальных играх и профсоюзном рэкете.
В 1967 году после совершения дерзкого ограбления, одобренного семьёй, в офисе казначея в мэрии, мафиозо Паскуале «Пэдди» Калабрезе стал свидетелем ФБР. Калабрезе стал первым членом семьи Буффало, решившего дать показания против лидеров мафии. Он попал в Федеральную программу защиты свидетелей, которая дала ему новую личность и жизнь.

Семья Буффало оставалась крепкой и относительно сплоченной, пока руководство Магаддино не было поставлено под сомнение в конце 1960-х годов. Дональд Хартнетт, агент ФБР в отставке, возглавлявший отдел организованной преступности в 1960-х и 1970-х годах, рассказывал:
Империя Магаддино начала рушиться в 1968 году, когда полиция обнаружила в похоронном бюро Магаддино и на чердаке дома его сына спрятанные $500 000. «В то время Магаддино говорил своим подчиненным, что денег мало, и он не мог позволить себе платить им рождественские бонусы», — сказал Хартнетт. — «Люди перестали доверять ему, когда мы нашли все эти деньги».
Обман со стороны Магаддино вызвал недовольство членов семьи и привёл к её разделению на фракции, произошедшей после попытки убить босса. Внутренняя война продолжалась и после смерти Магаддино от естественных причин 19 июля 1974 года, закончившись только в начале 1980-х годов, когда новым боссом стал Джозеф Тодаро-старший. Тодаро объединил семью и ушёл на пенсию в 2006 году, в результате чего многие в правоохранительных органах решили, что его место занял Леонард Фальзоне. Тем не менее, другие считали, что он выступает только в качестве ширмы и что, в то время как Тодаро-старший по прежнему возглавляет семью, его сын Джозеф Тодаро-младший де-факто исполняет обязанности босса.
Традиционно важным источником влияния и доходов для семьи Баффало был профсоюз строителей, государственных служащих и работников почты Международный союз трудящихся Северной Америки, точнее его отделение № 210. Но в результпте 11-летней федеральной операции, которая продолжалась с 1995 по 2006 год, профсоюзное отделение № 210 было выведено из сферы влияния семьи.
В конце XX века — начале XXI века влияние семья Буффало ослабло. Причин было несколько. Среди них усталость пожилых членов, постепенно отворачивающихся от организации, молодые итальянцы-американцы, не проявляющие интереса к её операциям, потеря профсоюзного рэкета, введение Лотереи штата Нью-Йорк, лишившей семью значительной части дохода от азартных игр (традиционно основной источник дохода семьи) и рост законного бизнеса Джо Тодаро-младшего, сети пиццерий. Эти факторы ещё в 1998 году побудили Ли Копполу, ветерана-репортёра, пишущего об организованной преступности для The Buffalo News, написать статью The Withered Arm (в переводе с англ. — «Увядшая рука»). В ней он заявил: «Сегодняшняя мафия Буффало — неорганизованная и практически без гроша — далека от своего расцвета», и что «последние видимые остатки власти мафии в Буффало исчезли».
Однако заявление Копполы было преждевременным. Согласно отчёту Канадской службы уголовной разведки за 1999 год, мафия Буффало была намного сильнее, чем считали власти США и журналисты. Канадская разведка указала, что район Голден-Хорсшу на юге Онтарио, самая густонаселённая агломерация Канады, получил новый «криминального лордо», связанный с «могущественной криминальной семьей Тодаро». Этот босс мафии был близким соратником Джонни Папалии и его лейтенанта Кармена Барилларо, убитых в 1997 году. По данным уголовной разведки Канады, новый, но неопознанный босс семьи Буффало имел крепкие отношения с байкерами-нелегалами, в отличие от его предшественника Джонни Папалии, который отказывался с ними работать. В результате этого шаткого, но действующего союза, эксперт канадской уголовной разведки детектив-сержант Питер Полчетти сказал, что «семья Тодаро теперь контролирует Ниагару-Фолс, Гамильтон, Торонто и Монреаль».
Даже без данных канадской уголовной разведки можно было понять, что семья Буффало не была полностью дезорганизована. ФБР продолжало публиковать организационные схемы семьи по крайней мере до 2006 года. Niagara Falls Reporter писала, что Леонард Фальзон был назначен новым боссом после того, как Джо Тодаро-старший, по сообщениям, ушёл на покой в 2006 году. После смерти Тодаро-старшего в 2012 году и Бенджамина «Сонни» Николетти в 2013 году, в течение последних 40 лет отвечавшего за нелегальные азартные игры и ростовщичество в западном Нью-Йорке и за его пределами, ходили слухи о том, кто будет руководить семьей. В 2012 году Мэтт Грита, криминальный репортёр The Buffalo News, писал, что многие считают, что семья «расширилась в новое тысячелетие через телемаркетинг, „памп и дамп“ и интернет-порнографии „семья“ расширяет свою деятельность по всей стране». В том же году Дэн Хербек написал статью о Рональде Фино, сыне бывшего капо семьи Буффало, ставшем информатором ФБР. В статье указывалось, что Фино «скептически относится к заявлениям Министерства юстиции о том, что влияние мафии было полностью устранено из 210-го отделения Союза трудящихся». Рональд полагал, что федеральная попечительство, созданное правительством для очистки профсоюза, «не зашло достаточно далеко». Кроме того, репортёр Питер Эдвардс, пишущий об организованной преступности для «Торонто Стар» писал, что в 2013 году семья Баффало пыталась возродить себя после недавних потерь через «акулий промысел» в Casino Niagara в Канаде на американской границе.

## Текущее положение
В марте 2017 года, спустя почти 20 лет после статьи Копполы The Withered Arm, Дэн Хербек написал аналогичную статью под названием The Mafia is all but dead in Western New York (в переводе с англ. — «Мафия почти умерла в Западном Нью-Йорке»). По его данным, отделение ФБР в Буффало указало только «остаются разбросанные остатки, которые больше не считаются активными или организованными». В материале также подчеркиваются многие из тех же факторов, которые в статье 1998 года приводились как доказательства упадка семьи Буффало.

Тем не менее, аресты, произведённые Королевской канадской конной полицией в рамках Project OTremens, указывают на то, что заявления о кончине семьи Буффало преждевременны. Так, в ноябре 2017 года ФБР и канадские газеты сообщали, что семья всё ещё активна. Toronto Star писала, что Джузеппе (Джо) и Доменико Виоли, которые имеют давние связи с мафией Буффало, были арестованы по обвинению в торговле наркотиками. Эти обвинения указывают на продолжение давно установленного треугольника торговли наркотиками мафией от Торонто/Гамильтона до Буффало и Монреаля до Нью-Йорка, основанного ещё Стефано Магаддино и его двоюродным братом Джозефом Бонанно. Майкл Макгаррити из ФБР сказал, что операция «OTremens» «раскопала и выкопала корни партнёрства, простирающегося от Нью-Йорка до Буффало и Торонто до Монреаля, ещё раз доказав, что итальянские организованные преступные группировки проникли далеко за пределы соседних клик минувших дней». Кроме того, Питер Эдвардс из Toronto Star писал: «Аресты также поразили членов преступной семьи Буффало, возглавляемой покойным Джо Тодаро». Министерство юстиции США заявило, что канадские правоохранительные органы арестовали группу членов и соратников семей Бонанно, Гамбино и Тодаро по обвинениям в торговле наркотиками. В ответ на эти аресты канадский журналист Адриан Хамфрис написал:
«По данным властей США, в Канаде арестованы члены организованной преступной семьи Тодаро, базирующейся в Буффало. Преступная группа Тодаро была построена ныне покойным Джозефом Тодаро-старшим, который захватил мафию Баффало, когда-то возглавлявшуюся влиятельным боссом Стефано (Гробовщик) Магаддино.»
В сентябре 2018 года Питер Эдвард сообщил, что «Банда Буффало не умерла, несмотря на сообщения некоторых СМИ». Согласно его статье, преступная семья Буффало/Тодаро достаточно сильна, чтобы принять в недавней войне мафии между семьёй Муситано и другие семьями за контроль над преступным миром Гамильтона.
Одним из подтверждений того, что семья Буффало жива и действует по мнению многих экспертов и журналистов является убийство в сентябре 2018 канадского риэлтора Аля Явароне из Анкастера, совершённое в отместку за убийство Анджело Муситано в мае 2017 года. Ходили слухи, что Муситано был убит из-за «неоплаченных долгов и соперничества между бандами Ниагары-Фолс и мафии Буффало». Месть была ещё одной причиной смерти Муситано. Джеймс Дабро, автор криминальных книг, статей и следственных телешоу, указывает, что этот удар был не только одобрен семьей Буффало, но и заказан Доменико Виоли, который впоследствии будет объявлен как подручный босса мафии Буффало. Убийство Анджело произошло через 20 лет после того, как киллер семьи Муситано Кеннет Мердок убил Джонни «Папу» Папалию, капо мафии Буффало и главу криминальной семьи Папалии, и его правую руку Кармена Барилларо.
Кроме того, Toronto Sun утверждает, что нынешняя мафиозная война в Южном Онтарио имеет свои корни в бандитском конфликте, в ходе которого Паоло Виоли и его братья Франческо и Рокко (Доменико «Дом» и Джузеппе «Джо», папа и дяди Виоли) были убиты в Монреале в конце 1970-х годов во время войны с семьёй Риззуто. Брэд Хантер пишет: «Возможно, это заняло бы годы, но семья Виоли не собиралась позволять спать спящим собакам». Николо Риззуто-младший был застрелен 28 декабря 2009 года, за этим последовало исчезновение его зятя и консильери Паолы Ренды 10 мая 2010 года. Наконец, Николо Риззуто-старший был убит снайпером 10 ноября 2010 года.
Доктор Анна Серджи (преподаватель криминологии факультета социологии Университета Эссекса (Великобритания) и заместитель директора Центра криминологии) подтверждает операцию «OTremens», которая привела к арестам братьев Виоли, и указывает на то, что семьи Нью-Йорка используют маршруты незаконного оборота наркотиков, которые они установили давно, и что эти семьи «оживляются» из-за давно установившихся рабочих отношений с калабрийской мафией в Канаде. Однако её статья ставит под сомнение нынешнюю принадлежность к преступной семье Тодаро в Буффало. Она указывает, что это «Преступный синдикат», ранее связанный с семьями Нью-Йорка. См. Таблицу в связанной статье: «Нью-йоркские криминальные семьи выживают и сотрудничают».
3 декабря 2018 года Доменико Виоли был приговорён к восьми годам тюремного заключения за участие в наркобизнесе мафии. В марте 2017 года Виоли продал около 260 000 таблеток (наркотики PCP, MDMA и метамфетамин) агенту RCMP под прикрытием на сумму более $416 000, после чего агент был официально введён в должность «сделанного» члена семьи Бонанно в Канаде. Он также получил ещё $24 000 в качестве своей доли прибыли. В ходе прослушивания телефонных разговоров выяснилось, что босс семьи Буффало Джозеф Тодаро-младший в октябре 2017 года на встрече во Флориде назначил Доменико Виоли своим заместителем; вторая по величине позиция в американской мафии. После повышения в должности до Виоли в ходе подслушанных телефонных разговоров хвастался, что «он победил 30 других людей за эту должность», что указывает на численность семьи Буффало не менее 30 человек, включая канадских членов, таких как дяди братьев Виоли, Натале и Рокко Луппино. В своей новой роли Доменико должен был «взять под контроль операции семьи Луппино-Виоли и укрепить свою власть с дальнейшим и более тесным сотрудничеством с нью-йоркскими мафиозными семьями». Прослушки также показали активность Комиссии (руководящий орган американской мафии), поскольку продвижение Виоли было настолько необычным, что босс семьи Буффало Джо Тодаро-младший проконсультировался с Комиссией для разрешения выдвинуть его в качестве своего заместителя.
30 января 2019 года Сиси Луппино, сын Рокко Луппино и внук Джакомо Луппино, был убит в доме своих родителей в Гамильтоне. Согласно прослушкам из дела братьев Виоли, в феврале 2015 года Джузеппе Виоли сказал агенту под прикрытием, что Сиси Луппино предлагали стать соучастником мафии, но он сказал отцу, что, если сможет зарабатывать деньги, то будет вовлечен, но если нет, то не хочет быть вовлеченным; «головных болей слишком много». Полиция Гамильтона расширила свои поиски убийцы Луппино через канадскую границу в США, попросив полицию и информационные агентства района Буффало распространять фотографии подозреваемого, сделанные с камер наблюдения.
Покушение на жизнь Паскуале «Пэт» Муситано было совершено возле его офиса адвоката Джозефа Ирвинга в Миссиссоге утром 25 апреля 2019 года. Согласно сообщениям, в Пэта стреляли четыре раза, в том числе, один раз в голову. В Buffalo News указывалось, что в его убийстве замешана мафия Буффало. Кроме того, CBC News сообщили о том, что в сентябре 2017 года полицейский осведомитель доносил о том, что Доминик Виоли заявил, что убийство Анджело Муситано должно было стать посланием его брат Пэту и что до Рождества Пэт «уйдёт» и «одной головной болью будет меньше».

## Лидеры
- 1908—1912 — Анджело «Буффало Билл» Палмери (итал. Angelo Palmeri; 1878—1932), ушёл в отставку, став консультантом и помощником нового босса.
- 1912—1922 — Джузеппе «Дон Пьетро» Дикарло-старший (итал. Giuseppe Pietro DiCarlo Sr; 1873—1922)[47]
- 1922—1974 — Стефано «Гробовщик» Магаддино (1891—1974) — умер от естественных причин 19 июля 1974 года в возрасте 82 лет.[47]
  - и. о. 1969—1970 — Сальваторе «Сэм» Пьери (англ. Salvatore «Sam» Pieri) — лидер фракции Пьери-Франджиаморе, в заключении.
  - и. о. 1970—1972 — Джозеф Фино (англ. Joseph Fino) — лидер фракции Фино-Сансанесе, в заключении.
  - и. о. 1972—1974 — Сэмюэль «Сэм-фермер» Франджиаморе (англ. Samuel «Sam the Farmer» Frangiamore) — фракции Пьери-Франджиаморе.
- 1974—1985 — Сэмюэль Франджиаморе — назначен Комиссией, ушёл на покой в 1985 году и умер в 1999 году.[47]
- 1985—2006 — Джозеф Тодаро-старший[англ.] — частично отошёл от дел в 1995 году, окончательно ушёл на покой в 2006 году. Умер в 2012 году. Тодаро был последним официально признанным боссом семьи.[47]
- с 2006 — Джозеф Тодаро-младший[англ.] — стал боссом, когда его отец ушёл на покой. По данным Рональда Фино, сына бывшего капо семьи Буффало, ставшем информатором ФБР. В то же время по данным ФБР после того как Джо Тодаро-старший ушёл в отставку в 2006 году, исполняющим обязанности босса семьи стал Леонард Фальзон.[7]